# Dyktatura

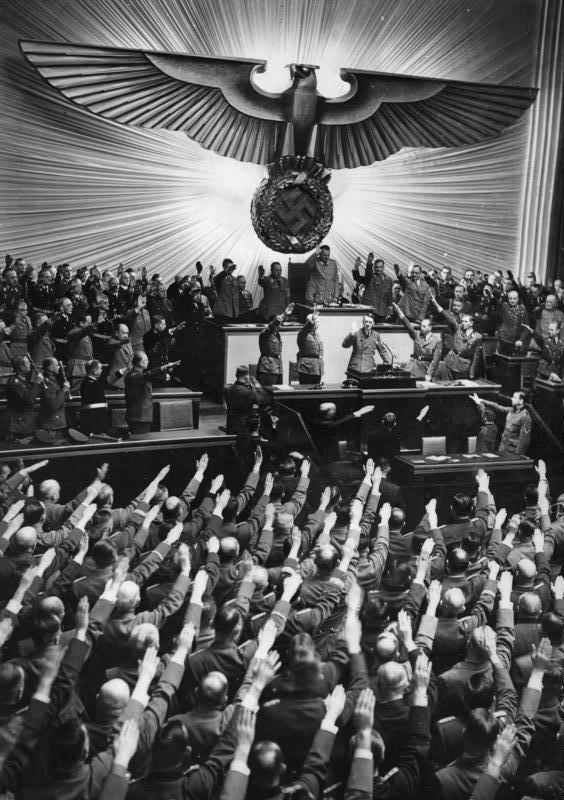
Członkowie Reichstagu salutujący Adolfowi Hitlerowi, sprawującemu dyktatorską władzę w III Rzeszy jako Führer

Dyktatura (łac. dictare – dyktować) – forma rządów oparta na arbitralnej władzy jednostki (dyktatora) lub wąskiej grupy osób, wyjętych spod społecznej kontroli. System charakterystyczny dla reżimów autorytarnych i totalitarnych, stanowiąc przeciwieństwo systemów demokratycznych.
Termin wywodzący się od starożytnego rzymskiego urzędu dyktatora (łac. dictator), obejmującego nadzwyczajne uprawnienia w sytuacji kryzysowej państwa.

## Charakterystyka

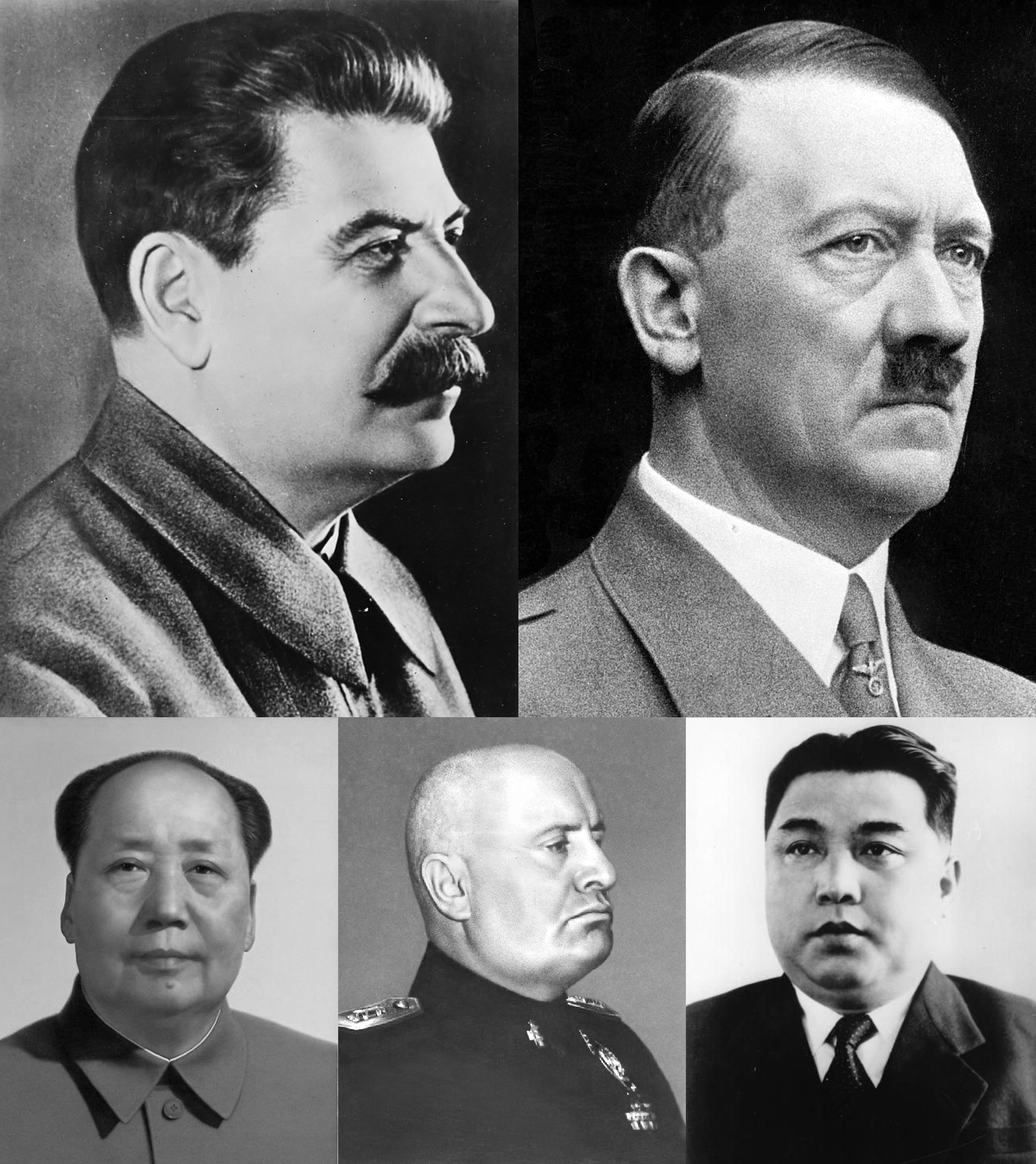
Przykładowi dyktatorzy XX wieku, od lewej: Józef Stalin, Adolf Hitler, Mao Zedong, Benito Mussolini, Kim Ir Sen

Dyktatura to władza jednostki lub wąskiej grupy. Dyktatorzy nie wyłaniają przedstawicieli społeczeństwa w wolnych wyborach i pozostają poza faktyczną kontrolą społeczeństwa. Cechami charakterystycznymi dla dyktatury są: używanie siły wobec przeciwników politycznych, brak szacunku wobec praw obywatelskich czy dowolność stanowienia systemu prawnego. Źródłem takiego modelu władzy może być m.in. pochodzenie czy przewaga wojskowa. Dyktatorzy na ogół starają się kontrolować nie tylko politykę kraju, lecz całe życie społeczeństwa, co było szczególnie zauważalne w reżimach stosujących totalitaryzm. W dyktaturze może, lecz nie musi występować system jednopartyjny.
Dyktatura jest współcześnie obok demokracji konstytucyjnej najbardziej popularnym systemem sprawowania władzy.